# Mark Nelson
Mark Nelson – amerykański aktor, znany z seriali telewizyjnych oraz filmów pełnometrażowych. Jest najbardziej znany z drugoplanowej roli w klasycznym Piątku trzynastego Seana S. Cunninghama. Film był zresztą jego debiutem aktorskim. Gra także na scenach teatralnych.

## Filmografia
- 1980: Piątek, trzynastego (Friday the 13th) – Ned Rubenstein
- 1981: Wybrańcy (The Chosen) – walczący student
- 1985: Detektyw Remington Steele (Remington Steele) – poplecznik #1 (występ gościnny)
- 1989: Ogary Broadwayu (Bloodhounds of Broadway) – skate Sam
- 1991: Thirtysomething – Leonard Katz (występ gościnny)
- 1993: Siódma moneta (The Seventh Coin) – bibliotekarz
- 1996: Zmowa pierwszych żon (The First Wives Club) – Eric Loest
- 1996–2004: Prawo i porządek (Law & Order) – Stein/Julius Reinhard/dr. Stuart Barton (występy gościnne)
- 1998: A teraz Susan (Suddenly Susan) – Paul (występ gościnny)
- 1998–2000: Spin City – terapeuta (występ gościnny)
- 1999: Prawo i bezprawie (Law & Order: Special Victims Unit) – Robert Stevens (występ gościnny)
- 1999: Nowe wcielenie (Now and Again) (występ gościnny)
- 2002: Nie ma sprawy (Ed) – Sid Pennington (występ gościnny)
- 2007: The American Experience jako Nathaniel Pendleton (występ gościnny)
- 2013: Unforgettable jako dr. Eugene Lustig (występ gościnny)